# PTT Pattaya Open
El Torneig de Pattaya, oficialment conegut com a PTT Pattaya Open, fou un torneig professional de tennis que es disputava sobre pista dura. Pertanyi a la categoria International Tournaments del circuit WTA femení i se celebra al Dusit Thani Hotel de Pattaya, Tailàndia.
El torneig es va crear l'any 1991. Durant la seva història ha anat canviant de categoria entre Tier V i Tier IV fins que es va reorganitzar el circuit l'any 2009, on es va situar en la categoria de International. Les tennistes Yayuk Basuki i Vera Zvonariova són les úniques que han repetit títol en la història del torneig.
Durant el 2015 es va anunciar que aquest esdeveniment es traslladaria a Kaohsiung (República de la Xina) a partir de 2016, posant punt final a més de dues dècades de celebració d'aquest torneig a Tailàndia.

## Palmarès

### Individual femení
| Any               | Campiona               | Finalista                | Resultat            |
| ----------------- | ---------------------- | ------------------------ | ------------------- |
| WTA International |                        |                          |                     |
| 2015              | Daniela Hantuchová (3) | Ajla Tomljanović         | 3−6, 6−3, 6−4       |
| 2014              | Iekaterina Makàrova    | Karolína Plíšková        | 6−3, 7−6(7)         |
| 2013              | Maria Kirilenko        | Sabine Lisicki           | 5−7, 6−1, 7−6(1)    |
| 2012              | Daniela Hantuchová     | Maria Kirilenko          | 6−7(4), 6−3, 6−3    |
| 2011              | Daniela Hantuchová     | Sara Errani              | 6−0, 6−2            |
| 2010              | Vera Zvonariova (2)    | Tamarine Tanasugarn      | 6−4, 6−4            |
| 2009              | Vera Zvonariova        | Sania Mirza              | 7−5, 6−1            |
| WTA Tier IV       |                        |                          |                     |
| 2008              | Agnieszka Radwańska    | Jill Craybas             | 6−2, 1−6, 7−6(4)    |
| 2007              | Sybille Bammer         | Gisela Dulko             | 7−5, 3−6, 7−5       |
| 2006              | Shahar Pe'er           | Jelena Kostanić Tošić    | 6−3, 6−1            |
| 2005              | Conchita Martínez      | Anna-Lena Grönefeld      | 6−3, 3−6, 6−3       |
| 2004              | No celebrat            | No celebrat              | No celebrat         |
| 2003              | Henrieta Nagyová       | Ľubomíra Kurhajcová      | 6−4, 6−2            |
| 2002              | Angelique Widjaja      | Cho Yoon-jeong           | 6−2, 6−4            |
| 2001              | Patty Schnyder         | Angelique Widjaja        | 6−0, 6−4            |
| 2000              | Anne Kremer            | Tatiana Panova           | 6−1, 6−4            |
| 1999              | Magdalena Maleeva      | Anne Kremer              | 4−6, 6−1, 6−2       |
| 1998              | Julie Halard-Decugis   | Li Fang                  | 6−1, 6−2            |
| 1997              | Henrieta Nagyová       | Dominique van Roost      | 7−5, 6−7(6), 7−5    |
| 1996              | Ruxandra Dragomir      | Tamarine Tanasugarn      | 7−6(4), 6−4         |
| 1995              | Barbara Paulus         | Yi Jinng-Qian            | 6−4, 6−3            |
| 1994              | Romana Tedjakusuma     | Patty Fendick            | 6−7(5), 7−6(5), 6−2 |
| 1993              | Yayuk Basuki (2)       | Marianne Werdel Witmeyer | 6−3, 6−1            |
| 1992              | Sabine Appelmans       | Andrea Strnadová         | 7−5, 3−6, 7−5       |
| 1991              | Yayuk Basuki           | Naoko Sawamatsu          | 6−2, 6−2            |

### Dobles femenins
| Any               | Campiones                             | Finalistes                               | Resultat            |
| ----------------- | ------------------------------------- | ---------------------------------------- | ------------------- |
| WTA International |                                       |                                          |                     |
| 2015              | Chan Hao-Ching Chan Yung-Jan          | Shuko Aoyama Tamarine Tanasugarn         | 2−6, 6−4, [10−3]    |
| 2014              | Peng Shuai Zhang Shuai                | Al·la Kudriàvtseva Anastassia Rodiónova  | 3−6, 7−6(5), [10−6] |
| 2013              | Kimiko Date-Krumm Casey Dellacqua     | Akgul Amanmuradova Alexandra Panova      | 6−3, 6−2            |
| 2012              | Sania Mirza Anastassia Rodiónova      | Chan Hao-ching Chan Yung-jan             | 3−6, 6−1, [10−8]    |
| 2011              | Sara Errani Roberta Vinci             | Sun Shengnan Zheng Jie                   | 3−6, 6−3, [10−5]    |
| 2010              | Marina Erakovic Tamarine Tanasugarn   | Anna Txakvetadze Ksenia Pervak           | 7−5, 6−1            |
| 2009              | Iaroslava Xvédova Tamarine Tanasugarn | Yulia Beygelzimer Vitalia Diatchenko     | 6−3, 6−2            |
| WTA Tier IV       |                                       |                                          |                     |
| 2008              | Chan Yung-jan Chuang Chia-jung        | Hsieh Su-wei Vania King                  | 6−4, 6−3            |
| 2007              | Nicole Pratt Mara Santangelo          | Chan Yung-jan Chuang Chia-jung           | 6−4, 7−6(4)         |
| 2006              | Li Na Sun Tiantian                    | Yan Zi Zheng Jie                         | 3−6, 6−1, 7−6(5)    |
| 2005              | Marion Bartoli Anna-Lena Grönefeld    | Marta Domachowska Silvija Talaja         | 6−3, 6−2            |
| 2004              | No celebrat                           | No celebrat                              | No celebrat         |
| 2003              | Li Ting Sun Tiantian                  | Wynne Prakusya Angelique Widjaja         | 6−4, 6−3            |
| 2002              | Kelly Liggan Renata Voráčová          | Lina Krasnoroutskaya Tatiana Panova      | 7−5, 7−6(7)         |
| 2001              | Asa Carlsson Iroda Tulyaganova        | Liezel Huber Wynne Prakusya              | 4−6, 6−3, 6−3       |
| 2000              | Yayuk Basuki Wynne Prakusya           | Tina Križan Katarina Srebotnik           | 6−3, 6−3            |
| 1999              | Åsa Svensson Émilie Loit              | Ievguénia Kulikóvskaia Patricia Wartusch | 6−1, 6−4            |
| 1998              | Julie Halard-Decugis Els Callens      | Rika Hiraki Aleksandra Olsza             | 3−6, 6−2, 6−2       |
| 1997              | Kristine Kunce Corina Morariu         | Florencia Labat Dominique van Roost      | 6−3, 6−4            |
| 1996              | Miho Saeki Yuka Yoshida               | Tina Križan Nana Miyagi                  | 6−3, 7−5            |
| 1995              | Jill Hetheringon Kristine Kunce       | Kristin Godridge Nana Miyagi             | 2−6, 6−4, 6−3       |
| 1994              | Patty Fendick Meredith McGrath        | Yayuk Basuki Romana Tedjakusuma          | 7−6(0), 3−6, 6−3    |
| 1993              | Cammy MacGregor Catherine Suire       | Patty Fendick Meredith McGrath           | 6−3, 7−6(3)         |
| 1992              | Isabelle Demongeot Natalia Medvedeva  | Pascale Paradis-Mangon Sandrine Testud   | 6−1, 6−1            |
| 1991              | Yayuk Basuki Suzanna Wibowo           | Rika Hiraki Akemi Nishiya-Kinoshita      | 6−1, 6−4            |